# عبد الله الأشتر
عبد الله الأشتر بن محمد النفس الزكية الهاشمي (ولد حوالي 720 - توفي حوالي 768) ويُعرف بإسم عبد الله شاه غازي، كان مسلماً صوفياً يقع ضريحه في كليفتون في كراتشي، في إقليم السند في باكستان.

## نسبه
هو: عبد الله الأشتر بن محمد النفس الزكية بن عبد الله الكامل بن الحسن المثنى بن الحسن بن علي بن أبي طالب بن عبد المطلب بن هاشم بن عبد مناف بن قُصَي بن كلاب بن مرة بن كعب بن لؤي بن غالب بن فهر بن مالك بن النضر بن كنانة بن خزيمة بن مدركة بن إلياس بن مضر بن نزار بن معد بن عدنان.
أمه: أم سلمة بنت محمد بن الحسن المثنى بن الحسن بن علي بن أبي طالب بن عبد المطلب بن هاشم بن عبد مناف بن قُصَي بن كلاب بن مرة بن كعب بن لؤي بن غالب بن فهر بن مالك بن النضر بن كنانة بن خزيمة بن مدركة بن إلياس بن مضر بن نزار بن معد بن عدنان.

## الحياة في السند
حوالي عام 761، أبحر محمد نفس الزكية من عدن إلى السند حيث تشاور مع الحاكم عمر بن حفص المهلبي قبل العودة إلى الكوفة والمدينة المنورة. ابنه عبد الله الأشتر، المعروف أيضاً باسم عبد الله شاه غازي، تزوج من امرأة من السند وأنجب منها أطفالًا. بحسب الطبري، تم اختيار السند لأن حاكمها عمر بن حفص أيد مطالبة محمد بالخلافة. ويقول ابن خلدون وابن الأثير إن الوالي كان ذا ميول شيعية.
بمجرد أن قرروا حشد الدعم الكافي للثورة بنجاح (762)، ذهب محمد إلى المدينة المنورة، وبقي عبد الله الأشتر في السند. كان عبد الله الأشتر برفقة عدد من القوات التابعة للطائفة الشيعية الزيدية، الذين كانوا في ذلك الوقت من المؤيدين النشطين لأهل البيت، وعلى استعداد لاتخاذ موقف متشدد سعياً وراء الإمامة. ولكن بعد ذلك بوقت قصير، تلقى عمر كلمة من زوجته في البصرة تفيد بمقتل محمد نفس الزكية في المدينة المنورة (14 رمضان 145/6 ديسمبر 762). ونتيجة لذلك، شعر عمر أن وجودهم في العاصمة يضر بمنصبه كمحافظ. وبسبب عدم رغبته في اتخاذ أي إجراء محدد سواء لصالحهم أو ضدهم، استدعى عبد الله الأشتر واقترح:
"لدي فكرة: أحد أمراء السند لديه مملكة قوية ولها العديد من المؤيدين. وعلى الرغم من شركه فإنه يكرم النبي كثيرًا. إنه رجل موثوق. سأكتب له وأبرم اتفاقًا بينكما. يمكنك بعد ذلك أن تذهب إليه، وتقيم فيه، ولن ترغب في شيء أفضل منه".
ذهب عبد الله الأشتر إلى تلك المنطقة وقضى هناك عدة سنوات، ربما من 762 إلى 769. في نهاية المطاف، عندما سمع الخليفة العباسي أبو جعفر المنصور بوجودهم في السند، استبدل عمر بن حفص بهشام بن عمرو التغلبي على أساس أنه سيستولي على عبد الله الأشتر، ويقتل الزيدية أو يفرقهم بطريقة أخرى، ويضم المنطقة غير المسلمة، عندما أثبت هشام، بعد وصوله إلى السند، أنه متردد أيضاً في القيام بالمهمة، قام بذلك أخوه سفيح (حاكم السند فيما بعد)، مما أسفر عن مقتل عبد الله والعديد من رفاقه.

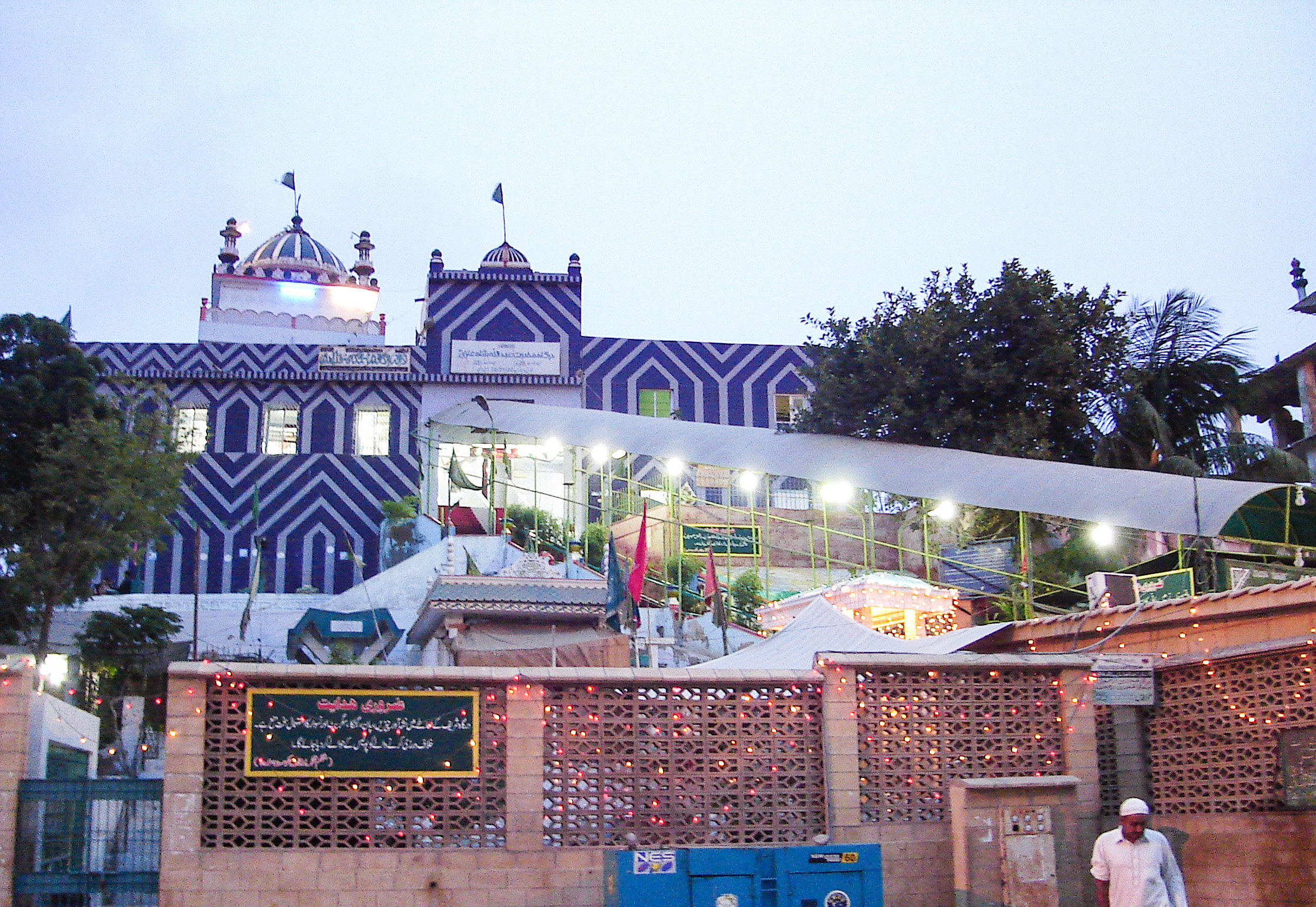
الضريح القديم قبل التجديد

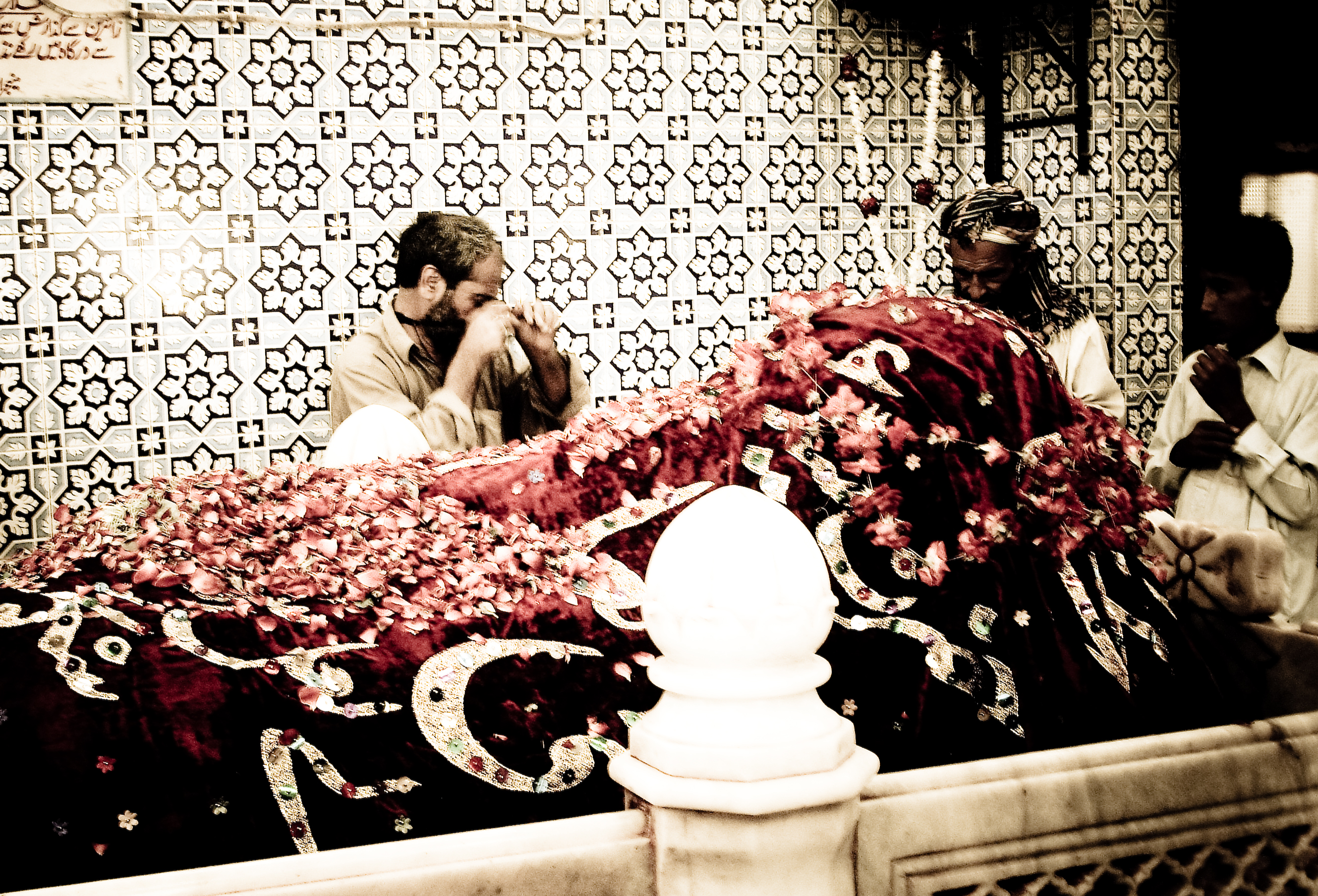
داخل ضريح عبد الله الأشتر